# Charcenne
Charcenne település Franciaországban, Haute-Saône megyében. Lakosainak száma 298 fő (2022. január 1.). Charcenne Gy, Autoreille, Avrigney-Virey, Cugney és Colombine községekkel határos.

## Népesség
A település népességének változása:
| Lakosok száma | 330  | 341  | 348  | 336  | 327  | 318  | 309  | 303  | 298  |
|               | 2013 | 2015 | 2016 | 2017 | 2018 | 2019 | 2020 | 2021 | 2022 |